# Gessinger, Licks & Maltz
Gessinger, Licks & Maltz é o sexto álbum de estúdio da banda brasileira de rock Engenheiros do Hawaii. O disco foi gravado em agosto e setembro de 1992, nos estúdios BMG, no Rio de Janeiro, e foi lançado em outubro do mesmo ano pela gravadora BMG, através do selo RCA-Victor. O terceiro disco autoproduzido pelo próprio grupo é marcado pelo domínio dos teclados de Humberto Gessinger na sonoridade do grupo. Assim, embora os outros membros contassem com bastante liberdade em estúdio para criar os arranjos de seus instrumentos, o espaço ocupado pelos teclados deixava muito pouco a ser feito, especialmente pelo guitarrista, Augusto Licks. Este álbum é, desse modo, representativo do momento introspectivo e egocêntrico vivido pelo cantor e compositor, o que fica claro pelo reduzido número de parcerias nas composições e pelas letras carregadas de experiências pessoais. Ainda, o trabalho parecia apontar para uma espécie de "beco sem saída", já que a crítica especializada era unânime em apontar que a banda se repetia.
O disco contou com a produção e o lançamento de três videoclipes: 1 para a canção "Ninguém = Ninguém" e dois para "Parabólica". O álbum manteve o nível de vendagens dos álbuns anteriores da banda - com exceção do grande sucesso de O Papa É Pop, ultrapassando 100 mil cópias no ano de seu lançamento e rendendo mais um disco de ouro, o quinto do grupo gaúcho.

## Antecedentes
Após o lançamento do álbum anterior e durante turnê que o seguiu - a Várias Variáveis Tour, o clima entre os membros da banda foi ficando cada vez mais pesado: o excesso de shows combinado com as características individuais dos membros, especialmente de Gessinger, contribuíram para um maior isolamento de cada um deles. Ao mesmo tempo, Humberto vivia uma intensa maré criativa que se refletiu no adiantamento das gravações do álbum anterior e no farto material disponível para o novo álbum - parte do qual seria deixado para o disco seguinte. O vocalista, também, passou a compor cada vez mais utilizando-se do piano, o que imprimia um ar "solipsista" ao trabalho, que se tornava extremamente pessoal. Tudo isto contribuiu para o clima pesado que havia na banda naquele momento e na crise que Gessinger parecia viver: embora estivesse criando cada vez mais, sentia que as possibilidades que a banda oferecia eram cada vez menores, como se estivessem se repetindo.

## Gravação e produção
No dia 10 de agosto de 1992, os três membros da banda entram nos estúdios BMG para iniciarem as gravações do disco. Poucos ensaios aconteceram antes das gravações e, embora Humberto já trouxesse demos com as músicas nas gravações dos outros discos, aqui tudo ficou ainda mais compartimentado: como foram poucos os ensaios, cada um dos músicos teve muito mais liberdade para tocar as suas partes como queria e para criar arranjos em estúdio. As tradicionais conversas sobre arranjos para que estes pudessem funcionar ao vivo - uma preocupação constante da banda para compatibilizar as possibilidades do estúdio com as dificuldades de executá-las ao vivo como um trio - não aconteceram. Cada um gravou suas partes sozinho e o disco contou com várias músicas conduzidas pelo piano e um bom tanto de canções que nunca foram executadas ao vivo pelo trio. O grupo novamente se autoproduziu, embora Gessinger tenha chegado a convidar Lulu Santos para produzir o álbum, este recusou porque o vocalista apresentou para ele um projeto completo e que não precisava de ideias de fora: até a ordem das faixas estava definida. Assim, o resultado foi um álbum diverso musicalmente e com várias ideias e efeitos de estúdio - provavelmente o mais progressista da banda, mas que pouco soava pouco como um grupo coeso e mais como um conjunto de músicos tocando.

## Projeto artístico
O projeto artístico, tanto gráfico como musical, tinha a intenção de afirmar a individualidade do grupo dentro do cenário nacional, de tornar patente como a banda era única em relação às outras bandas do rock nacional. Desde a capa, que contava com os sobrenomes dos integrantes, até as fotos da contracapa, tudo buscava estabelecer a individualidade da banda. O título, inclusive, reafirmava, mais uma vez, a influência do rock progressivo e do folk rock dos anos 1970, ao imitar o nome de bandas importantes, como Emerson, Lake & Palmer e Crosby, Stills, Nash & Young. Entretanto, embora afirmasse a individualidade da banda, o projeto acabava por afirmar, também, a individualidade de cada um dos membros. Especialmente, se observarmos que este era o álbum da formação com o menor número de parcerias desde A Revolta dos Dândis, de 1987: apenas duas. E, ainda mais, apenas uma havia sido planejada, a segunda parceria acabou ocorrendo no estúdio. A sonoridade do álbum reforça esta impressão: o uso mais pronunciado da formação da banda com Humberto ao piano; os arranjos destas canções que pouco espaço deixavam para a guitarra de Licks; e as letras extremamente pessoais e que refletiam as angústias do compositor-vocalista (quase não há mais espaço para a autoironia tão presente nos trabalhos anteriores do grupo, em que a banda - em uma postura iconoclasta - alertava para não ser levada tão a sério).

## Resenha musical
O álbum inicia com "Ninguém = Ninguém", a primeira música de trabalho, que traz Humberto dedilhando o baixo na introdução enquanto Augusto reproduz um riff utilizando-se de um "bottleneck". Para tocá-la ao vivo, Licks conseguiu um anel de velcro com um "bottleneck" menor que permitia que ele dobrasse o dedo. No meio da música, Humberto inventou um riff que fazia referência "Oh, Pretty Woman", de Roy Orbison e era executada em uníssono pelo baixo e pela guitarra. Na sequência, "Até Quando Você Vai Ficar?" abria com uma série de bends uníssonos. Nos versos utilizava um acorde suspenso com muito reverb e harmônicos artificiais. Nesta música, Humberto utiliza um vocoder para dar um efeito de robô para a voz. "Pampa no Walkman", uma autêntica milonga, foi a última a ser gravada. Nesta canção, há quatro violões (Humberto toca um deles e Augusto os outros). Humberto teve que improvisar para gravar o seu violão - criando uma palheta mais mole com papel - porque havia machucado a mão em um acidente com uma porta no estúdio. Licks utiliza um Piranha Bow (muito semelhante ao EBow utilizado pelo guitarrista em outros discos) para fazer spiccato, uma técnica do violino. "Chuva de Containers" contém os mesmos timbres da segunda música, só que aqui baixo e guitarra executam diversos fraseados no que parece uma batalha de solos. "Canibal Vegetariano Devora Planta Carnívora" foi a única letra que Humberto passou para Augusto musicar. O guitarrista utilizou um teclado Roland U-20 para simular um timbre de baixo fretless no início que contrasta com notas que se repetem na guitarra de doze cordas. Quando a música acelera, o baixo vira um "walking bass" contrastando com power chords executados na guitarra. Ainda, como a música foi gravada sem metrônomo, o tempo acelera consideravelmente no final.
"Túnel do Tempo", "Pose (Anos 90)", "No Inverno Fica Tarde + Cedo", "A Conquista do Espelho", "Problemas... Sempre Existiram" e "A Conquista do Espaço" são músicas extremamente pessoais de Humberto que tem teclados e piano tocados pelo cantor predominando, o que exemplifica bem o momento egoísta e solipsista que o compositor vivia. Ainda, essas canções nunca foram tocadas ao vivo pela banda. Nelas, a guitarra ou só executa solos ou participa com pequenos grooves e nuances. Além do mais, o compositor alterava os arranjos diversas vezes durante o processo de gravação, modificando e regravando essas músicas diversas vezes: "Túnel do Tempo" é um grande exemplo já que tinha uma introdução de guitarra na demo e isto foi alterado para um teclado no estúdio. "Parabólica" foi a segunda música de trabalho e o grande sucesso do disco. A música foi construída por Augusto no estúdio gravando dois violões - um executa uma base com abafados rítmicos e outro faz solos com referências aos acordes. Em seguida, colocou cordas com o teclado e uma "drum machine" fazendo a marcação. Ao avisar Humberto que havia uma música sem letra que ele tinha gravado, o compositor alterou uma letra que havia escrito em homenagem a sua filha em um hotel em Belém, e gravou a voz. Carlos, por sua vez, substituiu a "drum machine" por uma percussão. Esta seria a última parceria de guitarrista e baixista.

## Recepção

### Lançamento
O álbum foi lançado em outubro de 1992 - em CD, LP e K7 - pela gravadora BMG através do selo RCA-Victor. Para promover o disco, foram lançados 3 videoclipes: um da canção "Ninguém = Ninguém" e dois de Parabólica. No vídeo da primeira música, foram usadas imagens do show da banda em comemoração à volta da meia-entrada estudantil, organizado pela UNE e pela UBES na Lapa, no Rio de Janeiro, e que ficou conhecido como Show dos Estudantes. No primeiro clipe da segunda canção, o vídeo apresenta imagens da banda feitas no terraço do Hotel Rio Palace, na estrada para o autódromo de Jacarepaguá e na praça da Apoteose. No segundo, são utilizadas, principalmente, imagens de Humberto e sua filha Clara filmadas na Fundição Progresso e na Lagoa da Tijuca. Bem distribuído e bem divulgado, o álbum, novamente, atingiu a marca de mais de 100 mil cópias vendidas no ano de seu lançamento, rendendo o quinto disco de ouro para o grupo gaúcho.

### Fortuna crítica
| Críticas profissionais | Críticas profissionais |
| Avaliações da crítica  | Avaliações da crítica  |
| Fonte                  | Avaliação              |
| ---------------------- | ---------------------- |
| Folha de S.Paulo       | Negativa               |
| Bizz                   | [ 8 ]                  |
| Jornal do Brasil       | Positiva               |
| O Globo                | Neutra                 |

Mais uma vez, a imprensa especializada criticava bastante o álbum lançado pela banda. Se no ano anterior a crítica havia até chegado a elogiar diversos aspectos do disco, em relação a este álbum voltaram as avaliações negativas, especialmente da crítica paulista. Claudio Tognolli, escrevendo para a Folha de S.Paulo, criticou pesadamente o disco, chamando as músicas de "furibundas", as letras de "gongóricas e incompreensíveis" e, ainda, criticou especificamente o uso por Augusto da técnica de slide, alegando que o guitarrista não dominava a técnica e que desafinava com seu instrumento. Rogério de Campos, na Bizz, apesar da avaliação média, não cita quaisquer qualidades do lançamento, destacando uma pretensa repetição da banda que "provoca polêmica a cada disco por fazerem sempre a mesma coisa" (sic). Ele critica especialmente as letras de Humberto, mas também chama de tediosas as melodias e os solos de guitarra. Termina classificando a obra como uma "elegia ao tédio".
O jornalista Antônio Carlos Miguel, em resenha para O Globo, inicia dizendo que, se o grupo é óbvio, também não é nem pior nem melhor do que seus colegas de geração. Assim, elogia diversas canções no disco e entende os jogos de palavra que Gessinger utiliza para escrever como criação de imagens fortes e manipulação dos sons das palavras para produzir trechos poéticos. Ao mesmo tempo, concorda com outros críticos que a fórmula que o compositor utiliza para escrever as suas canções já está desgastada, concluindo que "o poeta está nu" e que está faltando autocrítica neste disco. Finalmente, critica o que chama de "pobreza instrumental" dizendo que "a salada de rock progressivo, balada pop e sonoridades country-gauchescas soa primária". Pedro Só, escrevendo para o Jornal do Brasil, faz uma crítica bastante elogiosa, dizendo que quem critica a sonoridade do trio gaúcho são os mesmos que aplaudem os "filhotes da inépcia punk e acham genial o faça-você-mesmo do rock" e que quem critica a subversão dos jogos de palavras de Humberto são os mesmos que "elogiam os versos auto-indulgentes de outras turmas". Na sequência, continua chamando à responsabilidade aqueles que criticam o trio sem fundamentos sólidos. Ainda assim, apesar de elogiosa, a crítica nota a insistência de temas e a repetição pela banda dos mesmos clichês. Ao final, entretanto, o saldo é positivo.
Pela primeira vez, a banda responderia às críticas: um anúncio foi feito nos veículos paulistas colocando lado a lado trechos da resenha de Cláudio Tognolli e de Pedro Só, fazendo um contraponto. Abaixo de ambos os textos, em letras garrafais, lia-se: "Ninguém = Ninguém. O que importa é você ter sua própria opinião". Além disso, a banda passou a abordar o assunto em entrevistas, provocando a crítica especializada paulista.

## Faixas
Lista de faixas dadas pelo Spotify e pela obra citada.
Todas as faixas escritas e compostas por Humberto Gessinger, exceto onde indicado. 
| N.º            | Título                                        | Compositor(es)                     | Duração |  |
| 1.             | "Ninguém = Ninguém"                           |                                    | 5:01    |  |
| 2.             | "Até Quando Você Vai Ficar?"                  |                                    | 3:28    |  |
| 3.             | "Pampa no Walkman"                            |                                    | 3:13    |  |
| 4.             | "Túnel do Tempo"                              |                                    | 4:58    |  |
| 5.             | "Chuva de Containers"                         |                                    | 3:05    |  |
| 6.             | "Pose (Anos 90)"                              |                                    | 5:45    |  |
| 7.             | "No Inverno Fica Tarde + Cedo"                |                                    | 4:29    |  |
| 8.             | "Canibal Vegetariano Devora Planta Carnívora" | Humberto Gessinger / Augusto Licks | 6:20    |  |
| 9.             | "Parabólica"                                  | Humberto Gessinger / Augusto Licks | 2:33    |  |
| 10.            | "A Conquista do Espelho"                      |                                    | 2:39    |  |
| 11.            | "Problemas... Sempre Existiram"               |                                    | 4:42    |  |
| 12.            | "A Conquista do Espaço"                       |                                    | 5:19    |  |
| Duração total: | Duração total:                                | Duração total:                     | 51:36   |  |

## Créditos
Créditos dados pelas obras referenciadas.

### Músicos
A Banda
- Humberto Gessinger: Voz, baixo (modelos Steinberger normal e fretless), violão e teclado.
- Augusto Licks: Guitarra (modelo Steinberger Klein), guitarra de doze cordas (modelo Steinberger GM4T/GM12), violão (modelo Guild Songbird), violão de doze cordas (modelo Gibson Chet Atkins 12 cordas), teclado (modelo Roland U-20), pedaleira MIDI (modelo Elka) e vocal.
- Carlos Maltz: Bateria e percussão.

### Ficha técnica
- Direção artística: Miguel Plopschi.
- Produção: Engenheiros do Hawaii.
- Engenheiros de som: Dalton Rieffel e Ronaldo Lima.
- Assistentes: Dalmo Beloti e Luiz Rodrigues.
- Mixagem: Engenheiros do Hawaii, Dalton Rieffel e Ronaldo Lima.
- Masterização: Ricardo Essucy.
- Roadies: Cássio Araújo (Humberto), Rinaldo Max (Augusto) e Nilson Batista (Carlos).
- Projeto gráfico: Humberto Gessinger.
- Design gráfico: André Teixeira.
- Fotos: Dario Zalis.